# Festival Internacional de Cine de Salónica
El Festival Internacional de Cine de Salónica es un encuentro cinematográfico que se celebra anualmente en la ciudad Salónica, Grecia. Comenzó en 1960 como un festival griego hasta que a partir de 1992 se convirtió en internacional y pasó a ser uno de los principales de los Balcanes, centrado en directores nuevos y emergentes. 
El programa incluye una sección internacional, un panorama de cine griego, una visión de los países balcánicos y varias retrospectivas de cineastas. Otorga varios premios, el principal de los cuales sé el Alejandro de Oro al mejor largometraje.

## Ganadores del Alejandro de Oro

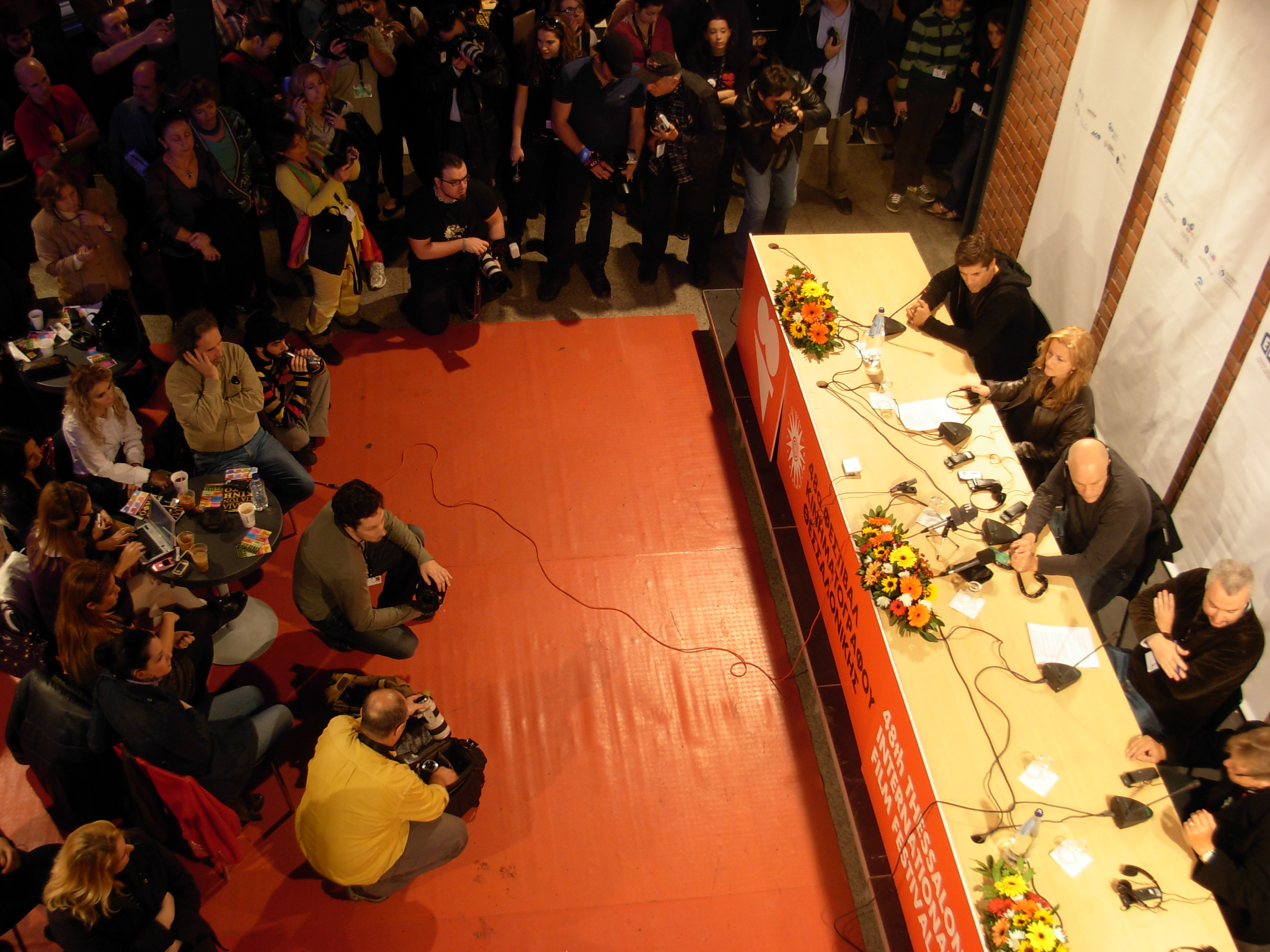
Conferencia con John Malkovich y el director del festival Georges Corraface.

| Año  | Película             | Director                    | País          |
| ---- | -------------------- | --------------------------- | ------------- |
| 1992 | Orlando              | Sally Potter                | Reino Unido   |
| 1992 | Dance in the Night   | Aleko Tsabadze              | Georgia       |
| 1993 | Απ' το χιόνι         | Sotiris Goritsas            | Grecia        |
| 1994 | 冬春的日子           | Wang Xiaoshuai              | China         |
| 1995 | 郵差                 | He Jianjun                  | China         |
| 1996 | Brothers in Trouble  | Udayan Prasad               | Reino Unido   |
| 1997 | Road to Nhill        | Sue Brooks                  | Australia     |
| 1998 | Fishes in August     | Yōichirō Takahashi          | Japón         |
| 1999 | 洗澡                 | Zhang Yang                  | China         |
| 2000 | Last Resort          | Paweł Pawlikowski           | Reino Unido   |
| 2001 | Tirana, année zéro   | Fatmir Koçi                 | Albania       |
| 2002 | Woman of Water       | Hidenori Sugimori           | Japón         |
| 2002 | สุดเสน่หา              | Apichatpong Weerasethakul   | Tailandia     |
| 2003 | The Last Train       | Aleksei German              | Rusia         |
| 2004 | Bitter Dream         | Mohsen Amiryousefi          | Irán          |
| 2005 | Een ander zijn geluk | Fien Troch                  | Bélgica       |
| 2006 | 가족의 탄생          | Kim Tae-yong                | Corea del Sur |
| 2007 | 紅色康拜因           | Cai Shangjun                | China         |
| 2008 | Over There           | Abdolreza Kahani            | Irán          |
| 2009 | Ajami                | Scandar Copti y Yaron Shani | / Alemania    |
| 2010 | Periferic            | Bogdan George Apetri        | Rumania       |
| 2011 | Twilight Portrait    | Angelina Nikonova           | Rusia         |
| 2012 | Kapringen            | Tobias Lindholm             | Dinamarca     |
| 2013 | La jaula de oro      | Diego Quemada-Díez          | México        |
| 2014 | Perpetual Sadness    | Jorge Pérez Solano          | México        |